# Мерешешти (Валча)
Мерешешти (рум. Mereșești) насеље је у Румунији у округу Валча у општини Амарашти. Oпштина се налази на надморској висини од 215 m.

## Становништво
Према подацима из 2002. године у насељу је живело 361 становника, од којих су сви румунске националности.